# Ahmed Amgad Elseify
Ahmed Amgad el-Seify est un athlète qatarien, spécialiste du lancer du marteau.

## Carrière
En 2014, il est médaillé d'argent aux Championnats d'Asie juniors et  participe aux Championnats du monde juniors d'Eugène et termine 8e de son groupe de qualifications en lançant à 71,69 m.
Il remporte le titre des Championnats panarabes d'athlétisme 2017.
Aux Jeux panarabes de 2023, il remporte la médaille d'argent.